# Nāzok Sarā
Nāzok Sarā (persiska: نازك سر) är en ort i Iran. Den ligger i provinsen Gilan, i den norra delen av landet, 220 km nordväst om huvudstaden Teheran. Antalet invånare är 439.
Terrängen runt Nāzok Sarā är mycket platt. Runt Nāzok Sarā är det ganska tätbefolkat, med 230 invånare per kvadratkilometer. Närmaste större samhälle är Āstāneh-ye Ashrafīyeh, 6,7 km söder om Nāzok Sarā. Trakten runt Nāzok Sarā består till största delen av jordbruksmark.